# Tosa-Schule
Die Tosa-Schule (japanisch 土佐派, Tosa-ha) der japanischen Malerei, benannt nach der Künstler-Familie Tosa, hat sich aus der Tradition des Yamato-e entwickelt, übernahm aber auch Stilelemente der Kanō-Schule.

## Überblick

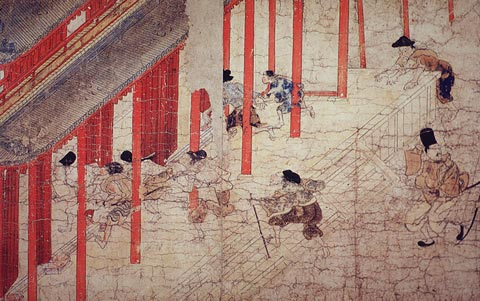
Mitsunaga: Aus „Ban Dainagon“

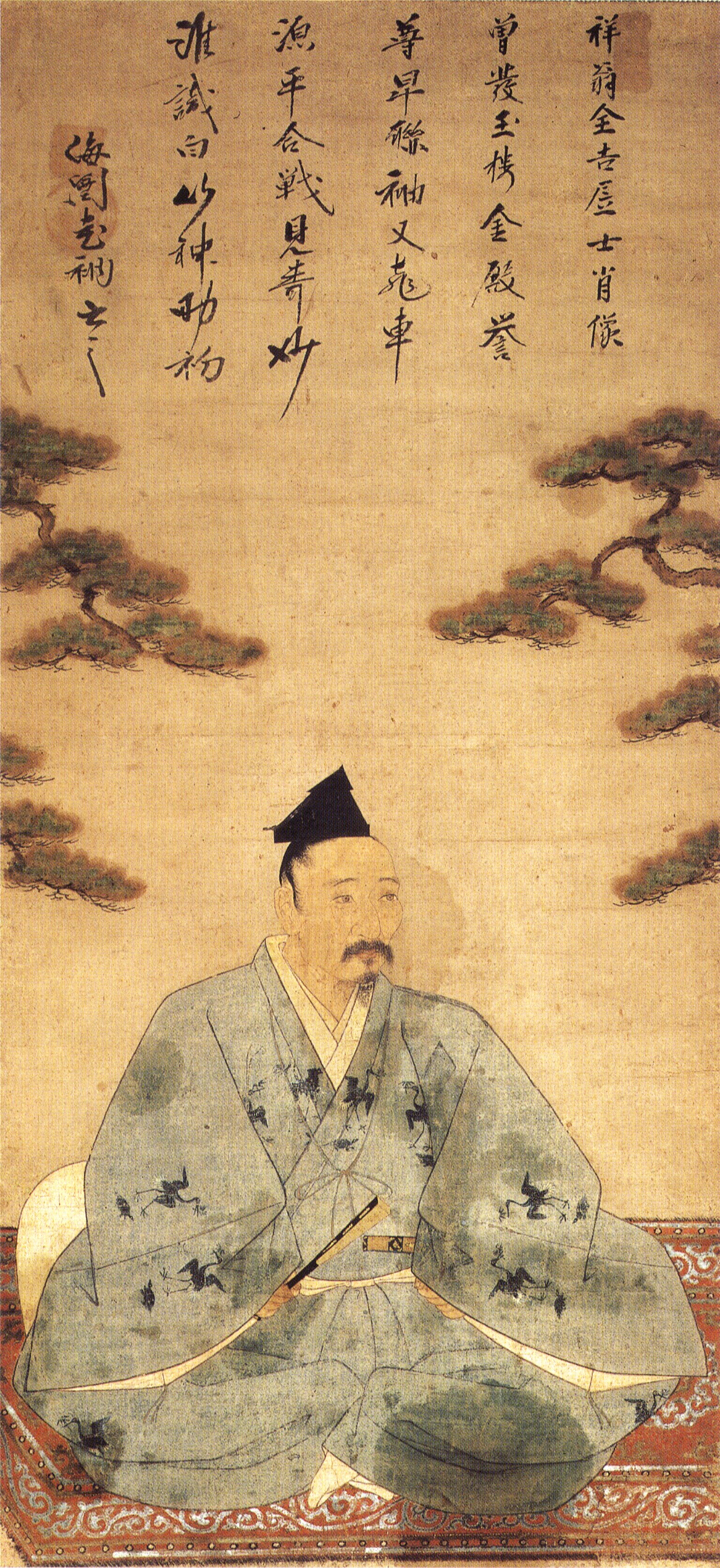
Mitsunobu: Momonoi Naoaki

Die Tosa-Künstlerfamilie geht zurück bis in das 12. Jahrhundert, aber erst im 15. Jahrhundert tritt sie unter diesem Namen auf. Nicht immer ist klar, ob es sich bei der Nachfolge um einen leiblichen Sohn oder um einen wegen seiner Begabung adoptierten Schüler handelt. Die Familien-Tradition endete erst mit der Meiji-Restauration. Dem Yamato-e verpflichtet bildet die Tosa-Schule die zweite bedeutende Schule neben der – noch stärker verzweigten – Kanō-Schule, die für den Hof und das Shogunat malte. Als die wichtigsten Vertreter gelten Mitsunaga, Mitsunobu und Mitsuoki, die „Drei Pinsel der Tosa-Schule“.

## Genealogie
- Tokiwa (Fujiwara no) Mitsunaga (常盤・藤原の光長; aktiv um 1173). Er soll des Fujiwara-no-Takachika gewesen sein, sonst ist über sein Leben wenig bekannt, auch kann kein Werk ihm zweifelsfrei zugeschrieben werden. Die Lebhaftigkeit seiner Figuren wird gerühmt, auch seine Fähigkeit, große Gruppen in Aktion zu malen. Ein gutes Beispiel ist die große Bildrolle „Ban Dainagon“ (伴大納言) aus der Sakai-Sammlung.[1][2]
- Tosa Yukihiro (土佐行広; aktiv 1406–1434). Nach dem „Tagebuch des Noritoki“ (教言卿記, Noritokikyō-ki), das 1405 erschien, war Yukihiro der erste, der den Namen „Tosa“ führte. Er arbeitete hauptsächlich für das Shogunat. Yukihiro gehörte zu den sechs Malern, die die Bildrolle „Yūzū nembutsu engi emaki“ (融通念仏縁起絵巻) schufen.[2]
  - Tosa Hirochika (土佐広周; circa 1439–1492). Auch Hirokata genannt. Es wird allgemein angenommen, dass er der Sohn des Yukihiro gewesen ist.[2]
    - Tosa Mitsuhiro (土佐光弘; aktiv 1430–1445), Sohn von Yukihiro.[2]
      - Tosa Mitsunobu (土佐光信; 1434–1525). Sohn von Mitsuhiro? Er gilt als erster wichtiger Vertreter der Schule im engeren Sinne. Er war offizieller Maler des kaiserlichen Hofes in Kyoto (Kyūtei e-dokoro azukari). Zunächst war er unter dem Namen Fujiwara registriert, erscheint aber als Tosa ab der Bummei-Ära (1469–87). Mitsunobu, der auch für das Shogunat malte, hinterließ eine beeindruckende Reihe von Werken.[2][3]
        - Tosa Mitsuhisa (土佐光久; aktiv 1532–1555). Tochter von Mitsunobu, bekannt für ihre Illustrationen des Genji Monogatari.[2]
        - Tosa Mitsushige bzw. Mitsumochi (土佐光茂; c. 1496–1559). Sohn von Mitsunobu.[2]
          - Tosa Mitsumoto (土佐光元; aktiv 1530–1569). Älterer Sohn von Mitsushige, er starb in einer Schlacht während des Angriffs von Toyotomi Hideyoshi auf die Provinz Tajima.[2][3]

        - Tosa Mitsuyoshi (土佐光吉; 1539–1613). Jüngerer Sohn von Mitsunobu, auch als Kyūyoku (久翌)　bekannt. Er übernahm die Tosa-Schule von Mitsumoto, wurde schließlich Priester in Sakai.[2][3]
          - Tosa Mitsunori (土佐光則; 1583–1638). Sohn von Mitsuyoshi.[2]
            - Tosa Mitsuoki (土佐光起; 1617–1691). Sohn von Mitsunori. Vielseitig begabt ist er auch bekannt für seine Netsuke, die er unter dem Namen Shūzan (周山) herstellte. Er übernahm den kräftigen Pinselstrich und das große Format von der Kanō-Schule, übernahm auch Einflüsse der chinesischen realistischen Malerei der Ming- und Qing-Zeit. 1681 wurde er Priester und überließ sein Amt als E-dokoro Azukari seinem Sohn Mitsunari.[2][3]
              - Tosa Mitsunari (土佐光成; 1646–1710). Sohn von Mitsuoki.[2]
                - Tosa Mitsusuke (土佐光祐; 1675–1710). Sohn von Mitsunari.[2]
                  - Tosa Mitsuyoshi (土佐光芳; 1700–1772). Sohn von Mitsusuke.[2]
                    - Tosa Mitsuatsu (土佐光淳; 1734–1764). Ältester Sohn von Mitsuyoshi.[2]
                    - Tosa Mitsusada (土佐光貞; 1738–1806). Zweiter Sohn von Mitsuyoshi.[2]
                      - Tosa Mitsuzane (土佐光孚; 1780–1852). Sohn von Mitsusada.[2]
                        - Tosa Mitsukiyo (土佐光清; 1808–1862). Sohn von Mitsuzane.[2]
                        - Tosa Mitsubumi (土佐光文; 1812–1879). Zweiter Sohn von Mitsuzane.[2]
                          - Tosa Mitsuaki (土佐光章; 1848–1875). Sohn von Mitsubumi.[2]

              - Tosa Mitsuchika (土佐光親; ?–1725). Sohn von Mitsuoki.[2]

## Beispiele

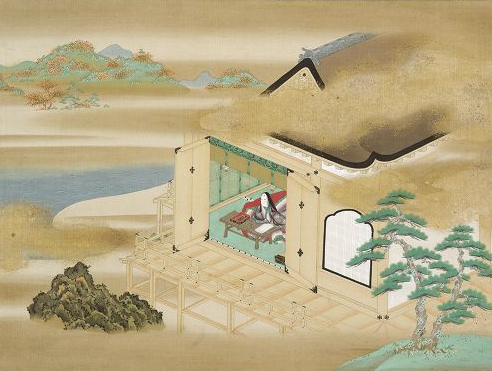
Mitsuoki: Murasaki Shikibu im Ishiyama-dera
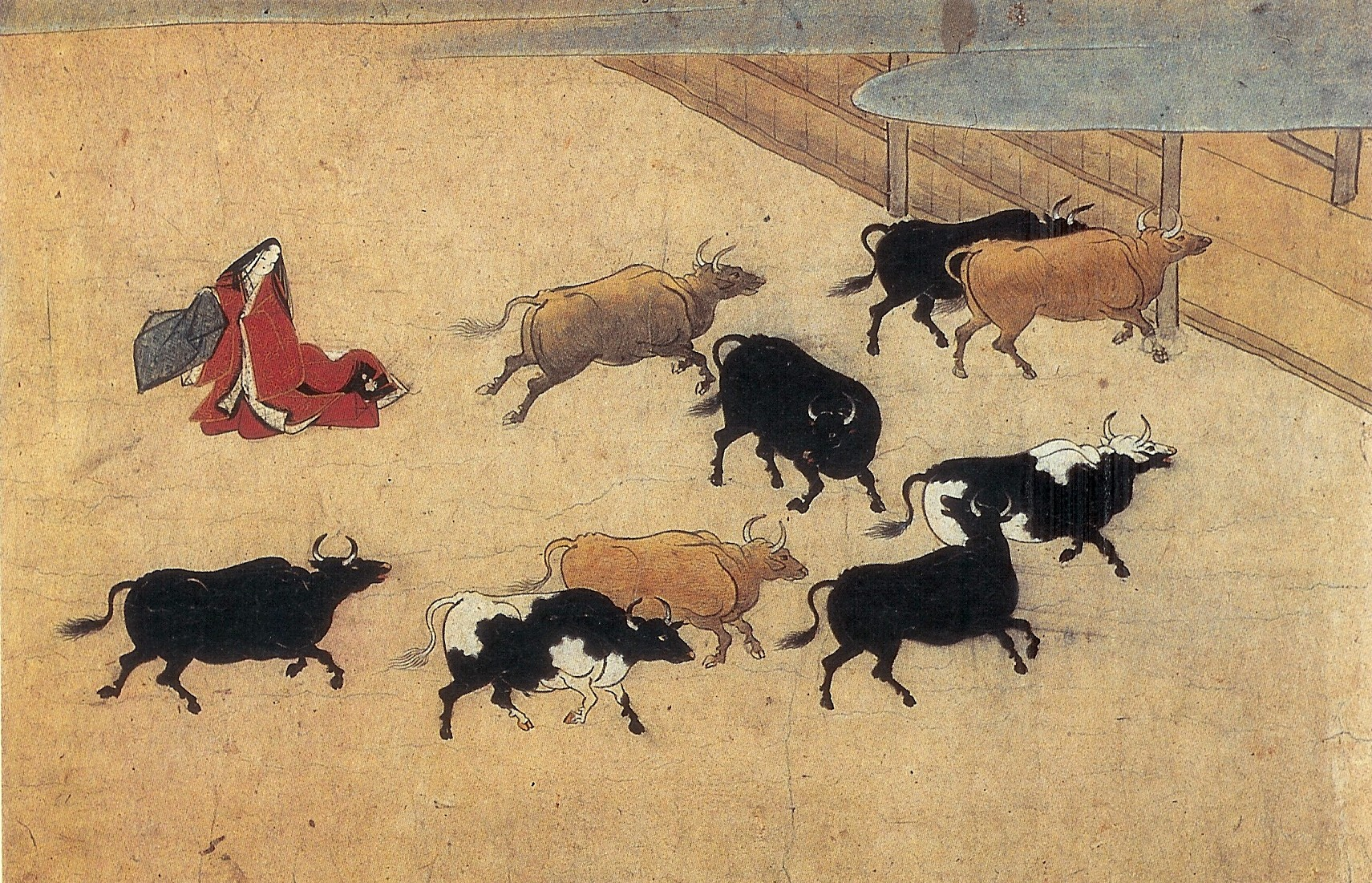
Hirokata/Hirochika: „Himmlische Rinderherde“ (Berlin)
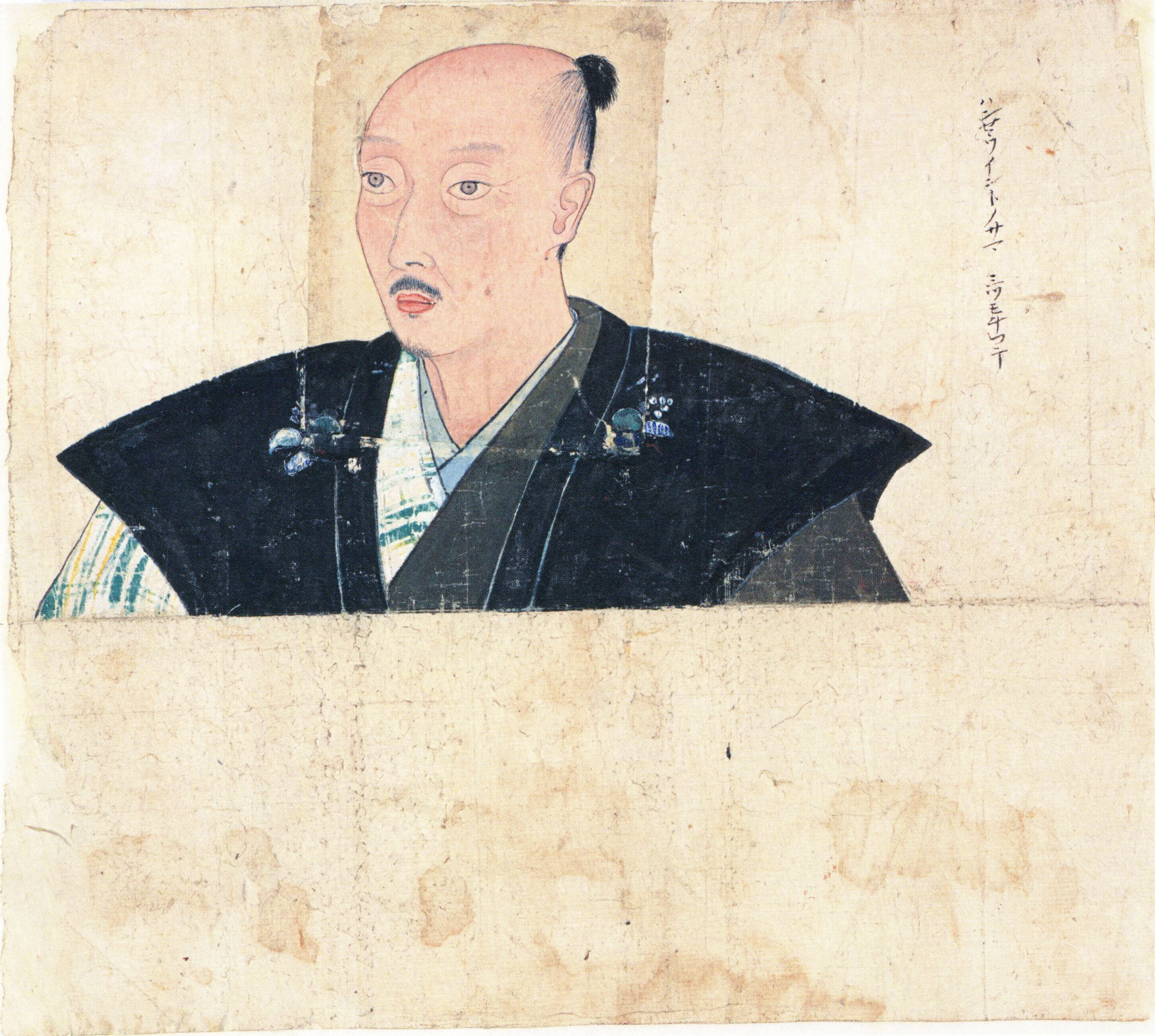
Mitsumochi: Ashikaga Yoshiharu
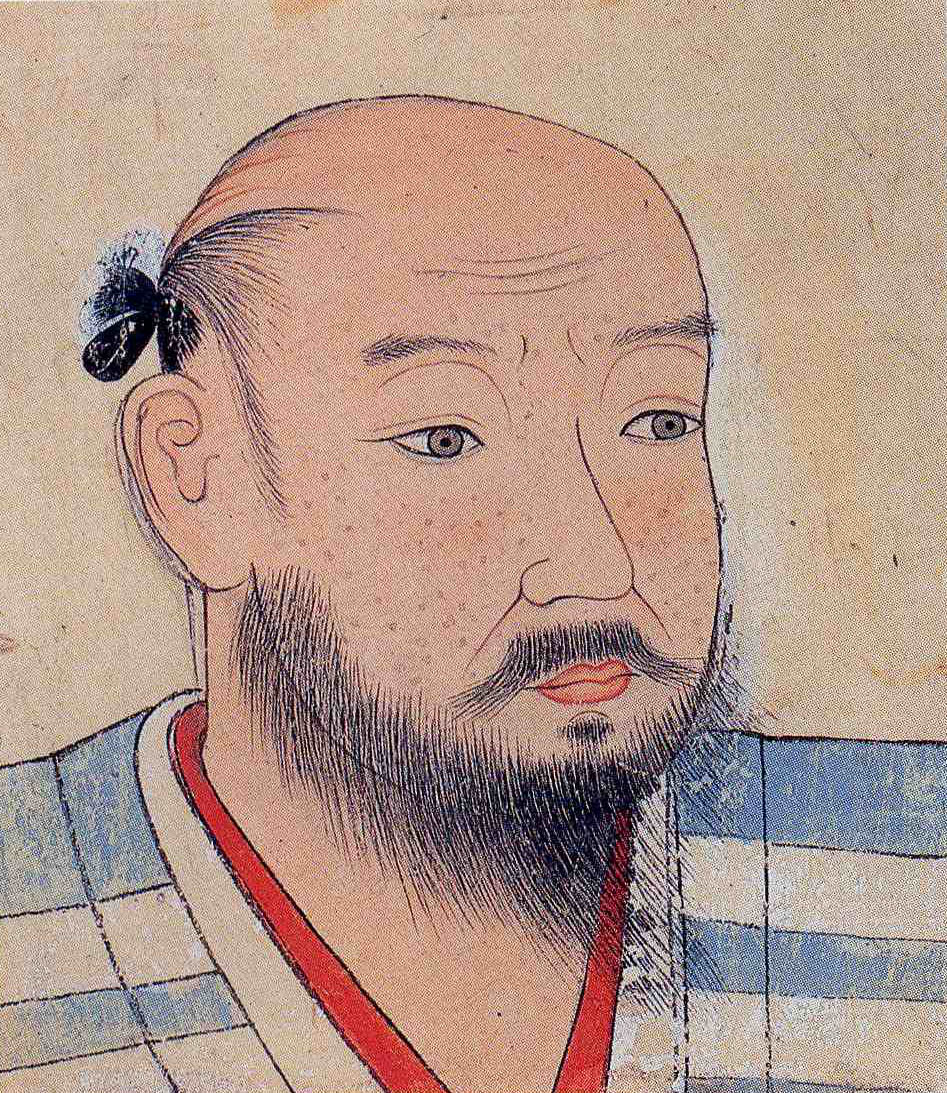
Mitsuyoshi: Ashikaga Yoshiteru
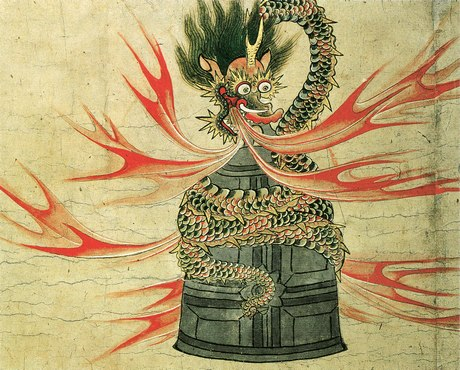
Mitsushige: Aus Dōjō-ji engi emaki